# 司马遐
司马遐（273年—300年）字深度，晉朝宗室。晋武帝司马炎第十三子。

## 生平
咸宁三年八月癸亥（277年10月5日）司马遐受封清河王，出继叔父城阳哀王司马兆。太康十年（289年）增封渤海郡為支郡，歷任右將軍、散騎常侍、前將軍。
元康元年（291年），任撫軍將軍、加侍中。後楚王司馬瑋舉兵討伐汝南王司馬亮，命司馬遐擒獲衛瓘。后接替司马亮、何劭为豫州都督，鎮守許昌。
永康元年六月卒，谥号康。

## 家庭

### 母
陈美人，被晉武帝封为美人，後為清河國太妃

### 子
四子：司马覃、司马籥、司马诠、司马端。司马覃为周氏所出。周氏父母为周恢与司马馗之女。

## 評價
- 《晉書》贊：「秦獻聰悟，清河內顧。」